# Ан Гым Э
Ан Гым Э (кор. 안금애; род. 3 июня 1980) — северокорейская дзюдоистка, олимпийская чемпионка 2012 года и вице-чемпионка Олимпиады 2008 года в категории до 52 кг. Дважды бронзовый призёр чемпионатов мира 2005 и 2007 годов. Победительница Азиатских игр 2006 года.
Золото Ан Гым Э на Олимпиаде в Лондоне в 2012 году стало лишь второй победой северокорейских дзюдоистов на Олимпийских играх за всю историю после золота Ке Сун Хи в 1996 году в Атланте.